# Yobo
Yobo est un village du Cameroun situé dans la Région du Nord, dans le département du Faro. Administrativement, il est intégré à l'arrondissement de Poli, chef-lieu du Faro, et au lamidat de Tété.

## Population
Lors du recensement de 2005 réalisé par le Bureau central des recensements et des études de population (BUCREP), 252 habitants y ont été dénombrés.

## Climat
Yobo bénéficie d'un climat tropical avec une saison des pluies qui a lieu durant l'été. 

## Agriculture
Dans la commune de Poli, de nombreux villages cultivent le maïs, le coton, l'oignon, l'arachide, la canne à sucre, le sorgho et la patate douce.

## Infrastructures
Le Plan communal de développement de Poli recense un puits dans le village de Yobo.

## Tourisme
Le village de Yobo est situé à proximité de la « Vallée des rôniers ». 